# George Chardin Denton

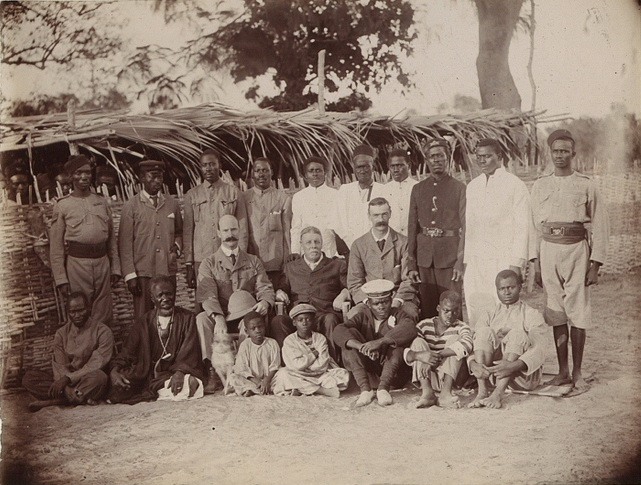
Sir George Chardin Denton, KCMG (mittig sitzend) bei einer Tour durch Loqui und Kommbo im Juni 1904

Sir George Chardin Denton, KCMG (* 22. Juni 1851 in Stour Provost, Dorset; † 9. Januar 1928 in Chigwell Row, Essex) war ein Kolonialverwalter und Kolonialgouverneur des Britischen Weltreichs.

## Laufbahn
Denton wurde im Jahre 1851 als einziger überlebender Sohn von Reverend Robert Abercrombie Denton und dessen Ehefrau Mary Frances Matilda Denton (geborene Wroughton) im Dorf Stour Provost in der Grafschaft Dorset geboren und absolvierte seine Schulausbildung unter anderem am Rugby College. Im Jahre 1869 schloss er sich unter General Charles Richard Fox dem 57. Infanterieregiment an und erhielt im Jahre 1878 seine eigene Kompanie, ehe er im 1880 seine Tätigkeit für den British Colonial Service begann und die Stelle als Polizeichef der Karibikinsel St. Vincent antrat. Er war auch einer der ersten Kommissare, die sich mit dem Einsatz von Polizeikräften auf Barbados beschäftigten. 1882 repräsentierte er St. Vincent bei der Telegraphic Conference auf Barbados und verwaltete die Regierung von St. Vincent bei drei weiteren Staatsanlässen in den Jahren 1885 bis 1888, wobei er von 1886 bis 1888 als Kolonialsekretär von St. Vincent in Erscheinung trat. Im Anschluss darauf wurde er als Kolonialsekretär von Lagos eingesetzt und verwaltete bzw. repräsentierte die dortige Regierung bei diversen Staatsanlässen, ehe er im Jahre 1889 unter Sir Cornelius Alfred Moloney, Lieutenant-Gouverneur von Lagos benannt wurde und dieses Amt bis 1890 bekleidete. Im darauffolgenden Jahr wurde er als Companion in den Order of St Michael and St George (CMG) aufgenommen. Als er im Jahr 1900 zum Kolonialverwalter von Gambia berufen wurde, wurde er als Knight Commander des Order of St Michael and St George (KCMG) geadelt und führte fortan den Namenszusatz „Sir“.
In diese Regierungszeit fiel auch eine Auseinandersetzung zwischen den Marabouts und den Soninkes, zweier rivalisierender Moslem-Stämme, die um das Eigentum von Reisfeldern kämpften. Denton setzte daraufhin die beiden Kommissare Sitwell und Silva sowie einen Polizei-Sergeant und zehn weitere Polizisten ein, um den ausartenden Streit zu schlichten. Aufgrund eines Verrates durch den Anführer Dari Bana Dabu wurden beide Kommissare, der Polizei-Sergeant, sowie fünf Polizisten heimtückisch ermordet. Nachdem Denton im Jahre 1901 in Gambia ankam, wurde beschlossen eine Strafexpedition unter Colonel H. E. Brake ins umkämpfte Gebiet zu schicken, die die Revolte schließlich niederschlug. Einige der Rädelsführer konnten fliehen und schlossen sich dem räuberischen Führer Fodi Kabba im senegalesischen Medina, das sich auf französischem Territorium befand und wohin dieser einige Jahre zuvor gebracht wurde, an. In weiterer Folge wurde in Zusammenarbeit mit der französischen Regierung in Senegal die Siedlung Medina zerstört, Fodi Kabba getötet und drei Rädelsführer an die britische Regierung in Gambia übergeben. Diese wurden daraufhin zum Tode verurteilt und in einem größeren Dorf unweit der Stelle exekutiert, an dem zuvor die beiden Kommissare mit Gefolgschaft getötet wurden. Ab diesem Zeitpunkt herrschte Frieden in Gambia, der noch bis heute anhält.
Denton, der mit 9. März 1901 vom gerade erst gekrönten Königs des Vereinigten Königreichs von Großbritannien und Irland Eduard VII. vom Verwalter von Gambia zum Gouverneur und Oberbefehlshaber hochgestuft wurde, erwies sich während seiner Dienstzeit als kompetenter und beliebter Gouverneur, der sowohl bei der Bevölkerung als auch im Handel beträchtliche Fortschritte leistete. Seine Tätigkeit als Gouverneur von Gambia übte er bis Ende 1911 aus, ehe er durch Sir Henry Lionel Galway, KCMG, DSO, ersetzt wurde. Zum Ende seiner Dienstzeit reiste er mehrfach von Bathurst nach Plymouth, darunter im August 1909, als er mit der SS Karina, die im Jahre 1905 vom Stapel lief und 1917 bei der Überfahrt von Sierra Leone nach Liverpool durch Torpedos getroffen versenkt wurde, in England einreiste. Ein weiteres Mal reiste er im Juli 1910 mit SS Lungeru von Bathurst nach Plymouth. Im Anschluss seiner dortigen Tätigkeit schrieb Denton die Publikation "Twenty-three Years in Lagos and the Gambia." Journal of the Royal African Society, die 1912 in der Fachzeitschrift African Affairs der Royal African Society veröffentlicht wurde und zwölf Seiten umfasste.
Sir George Chardin Denton war ein begeisterter Jäger, Schütze, sowie Angler und war Fellow der Royal Geographical Society und der Royal Zoological Society. Denton heiratete im Juli 1879 Jean Margaret Alan Stevenson (* 1849), Tochter von Alan Stevenson, CE, FRS, ebenfalls ein Mitglied der Royal Society, in der politischen Gemeinde St. George Hanover Square in der Metropolregion von London. Seine Frau starb 21 Jahre später im am 20. Juli 1900 im nigerianischen Lagos. Aus der Ehe ging die Tochter Julia Maud Mary „Lulu“ Denton hervor, die im Jahre 1882 in Gambia geboren wurde und 1968 in Headington, einem Vorort von Oxford, verstarb. Denton selbst starb am 9. Januar 1928 im Alter von 77 Jahren im Dorf Chigwell Row in der Grafschaft Essex; das Begräbnis fand am 12. Januar in der St. Clement’s Church in Oxford statt.
Heute ist in Banjul, dem damaligen Bathurst, die 210 m lange Denton Bridge, die das gambische Festland mit der St. Mary’s Island verbindet, nach George Chardin Denton benannt. Die Balkenbrücke, die den Oyster Creek überquert, wurde in ihrer jetzigen Form 1986 erbaut und ersetzte dabei eine bereits 1915 erbaute und 1959 erneuerte Brücke, die noch immer einige Meter nördlich des heutigen Standortes im bereits ziemlich desolatem Zustand liegt. Gleich im Anschluss der Brücke befindet sich auch das Denton Bridge Resort.